# São Roque do Pico (freguesia)
São Roque do Pico é uma freguesia portuguesa do município de São Roque do Pico,  com 41,21 km² de área e 1275 habitantes (censo de 2021). A sua densidade populacional é 30,9 hab./km².

## Demografia
A população registada nos censos foi:
| Distribuição da População por Grupos Etários | Distribuição da População por Grupos Etários | Distribuição da População por Grupos Etários | Distribuição da População por Grupos Etários | Distribuição da População por Grupos Etários |
| -------------------------------------------- | -------------------------------------------- | -------------------------------------------- | -------------------------------------------- | -------------------------------------------- |
| Ano                                          | 0-14 Anos                                    | 15-24 Anos                                   | 25-64 Anos                                   | > 65 Anos                                    |
| 2001                                         | 259                                          | 177                                          | 698                                          | 224                                          |
| 2011                                         | 167                                          | 196                                          | 698                                          | 255                                          |
| 2021                                         | 161                                          | 113                                          | 734                                          | 267                                          |

## Património
Património arquitectónico referenciado no SIPA:
- Ermida de Santo Expédito
- Câmara Municipal e Tribunal Judicial de São Roque do Pico
- Convento e Igreja de São Pedro de Alcântara
- Ermida de São Miguel Arcanjo
- Hospital Sub-regional de São Roque do Pico / Centro de saúde de São Roque do Pico
- Igreja Paroquial de São Roque
- Núcleo urbano da vila de São Roque do Pico
- Posto de Despacho da Alfândega de São Roque do Pico